# Вальтер Незаможний
Вальтер Незаможний, або Вальтер Голота (фр. Gautier Sans Avoir, нім. Walther von Habenichts) — французький лицар, прозваний так за свою бідність, хоча є версії, що його прізвисько пов'язане з назвою його роду, який володів місцевістю Boissy-sans-Avoir. Назва Sans-Avoir, що означає фр. Sans — без, фр. Avoir — майно, тобто «незаможний, голота».

## Життєпис
У 1095 році Урбан II закликав до хрестового походу в церкві Клермону, після чого християни багатьох країн і всіх соціальних категорій почали пришивати червоний хрест на свій одяг і рушили в паломництво до Єрусалиму, з метою звільнити місто від мусульманського панування. Ентузіазм був таким, що багато хто з них продали або позакладали свою власність для отримання зброї та грошей, необхідних для подорожі. Люди покидали Францію, південну Італію, германські землі, Лотарингію, Бургундію і Фландрію, швидко поділившися на декілька загонів.
Вражений релігійною пристрастю Петра Пустельника, він присвятив себе служінню Богу, не чекаючи, що буде сформована справжня лицарська армія для військової експедиції. Його азарт і його нетерпіння були такими що він не може винести повільність великого проповідника. Зібравши навколо нього найбільш пристрасних паломників, підбираючи тих, хто мав зброю і вмів нею користуватися, Вальтер став керівником селянських загонів, які вирушили в Перший хрестовий похід перед справжніми хрестоносцями, утворивши так званий селянський хрестовий похід. В 1096 році виступив з Лотарингії до Єрусалиму, дорогою влаштовуючи єврейські погроми та грабуючи населення. До них приєднувались різні декласовані елементи і розбійники. Хрестовий похід пройшов по Рейну через Німеччину, Угорщину і Болгарію. Доволі сильно розпорошивши сили, натовп дістався до Константинополя, де його привітно зустрів імператор Олексій I Комнін.
Недисциплінованість великої кількості хрестоносців підштовхнула їх грабувати передмістя Константинополя. 7 серпня імператор Олексій І організував для хрестоносців перетинання Босфору і передав їм табір Цівітот на азійській стороні Босфору, за тридцять кілометрів від міста Нікея, яким володіли сельджуки. Замість того, щоб чекати прибуття інших сил, паломники почали грабувати сельджуцьку сільську місцевість, незважаючи на заклики Вальтера і Петра Пустельника. Петро регулярно виїжджав до Константинополя, щоб отримати поради від імператора. Вальтер залишався в таборі, але італійські та німецькі хрестоносці вибрали собі головним якогось Рено, під орудою якого пішли до Нікеї і взяли фортецю Керігордон. Сельджуцький султан Килич-Арслан I спеціально віддав фортецю, аби заманити хрестоносців до пастки. Він наказав розпустити чутки, що Рено вже взяв Нікею і захопив багату здобич, якою начебто не хотів поділитися з іншими хрестоносцями. Тому усі сили їх з Цівітоту стрімко рушили до Нікеї, але султан зробив на шляху до міста засідку, де сельджуки майже повністю перебили ополченців — вбито було близько 20 тисяч, багато взято у полон. Залишки, близько трьох тисяч, разом із Петром Пустельником втекли до Цівітоту і були переправлені у Константинополь. Вальтер загинув у бою, проштрикнутий сімома стрілами.